# الشعراء الميتافيزيقيون

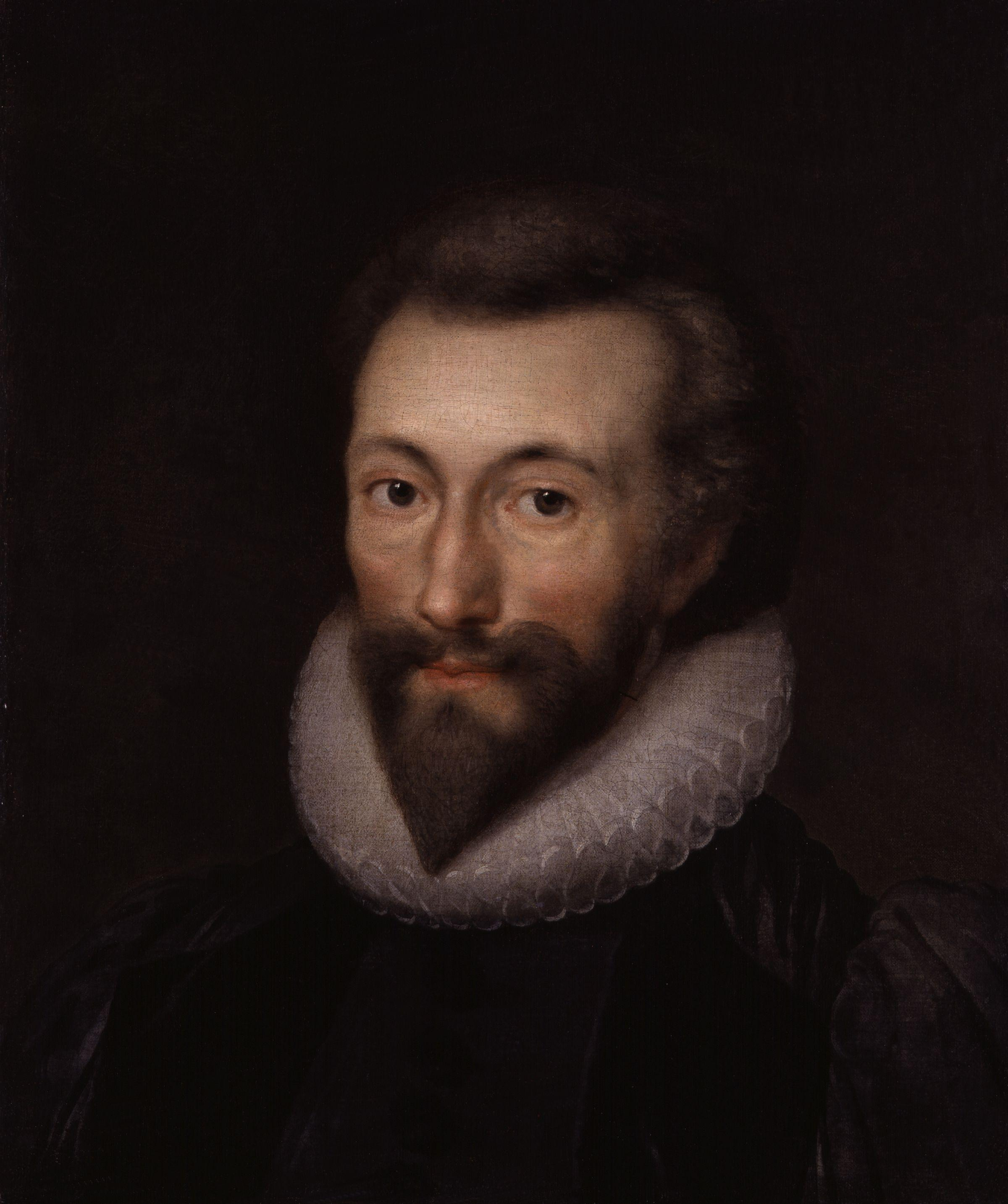

الشعراء الميتافيزيقيون (بالإنجليزية: The metaphysical poets)‏ صاغ الناقد الأدبي في الشعر صامويل جونسون مصطلح الشعراء الميتافيزيقيين  لوصف مجموعة مفككة من الشعراء الإنجليز في القرن السابع عشر الذين تميزت أعمالهم بالاستخدام الابتكاري للخيال الأدبي، وزيادة التأكيد بشكل أكبر على الجودة المنطوقة بدلاً من الغنائية في أشعارهم (حيث  يركز الشعر الميتافيزيقي  على الاستعارات والتشبيهات التي تتطلب ثقافة واسعة وفطنة حادة للوصول إلى أعماق الصورة الشعرية غير المألوفة أكثر من التشبيهات والصور الوجدانية المألوفة). لم يكن هؤلاء الشعراء منتمين إلى الميتافيزيقية رسميًا، وحظي عددٌ قليلٌ منهم  بتقدير كبير إلى أن رسخ القرن العشرون أهميتهم.
بالنظر إلى افتقار الترابط في الحركة، وتباين الأسلوب بين الشعراء، اقتُرح أن وصفهم بشعراء الباروك بعد عصرهم سيكون أكثر فائدة.  جرى تبني الأسلوب الميتافيزيقي، بمجرد تأسيسه من قبل شعراء آخرين وخاصة الشباب لتناسب الظروف المناسبة.

## أصل الاسم
في عمل صامويل جونسون «حياة أبرز الشعراء الإنجليز» (1779-1781) في الفصل الخاص بأبراهام كاولي، يشير صامويل  إلى بداية القرن السابع عشر حيث «ظهرت جذور الكتّاب الذين يمكن أن يطلق عليهم اسم الشعراء الميتافيزيقيين». هذا لا يعني بالضرورة أنه كان ينوي استخدام الميتافيزيقية بمعناها الحقيقي، لأنه ربما كان يشير إلى نكتة جون درايدن، الذي قال عن جون دون:
«إنه يؤثر على الميتافيزيقية، لا في هجائياته فحسب، بل في غزلياته أيضًا التي كان يجب ألا يسودها سوى الفطرة والطبيعة؛ ودهش عقول الجنس اللطيف بتخمينات فلسفية لطيفة، عندما كان يدخل قلوبهم، ويؤنسهن بنعومة الحب. في هذا الأسلوب.... نسخ السيد كاولي الأسلوب بطريقة خاطئة. »
ربما كان دراموند من هاوثورندين هو الكاتب الوحيد الذي تحدث عن الأسلوب الجديد في الشعر قبل درايدن، الذي اتهم في خطاب غير مؤرخ من ثلاثينيات القرن السابع عشر أن «بعض الرجال في الآونة الأخيرة، كانوا محولي كل شيء، تشاوروا حول إصلاحها، وسعوا إلى تجريدها من الأفكار الميتافيزيقية والجوهر الدراسي، وجردوها من أسلوبها الخاص، ومن تلك الزخارف التي أمتعت بها العالم نحو ألف سنة».